# Resolució 1038 del Consell de Seguretat de les Nacions Unides
La Resolució 1038 del Consell de Seguretat de les Nacions Unides fou adoptada per unanimitat el 15 de gener de 1996. Després de recordar anteriors resolucions sobre Croàcia incloses les resolucions 779 (1992), 981 (1995) i 1025 (1995), el Consell va autoritzar a la Missió d'Observadors de les Nacions Unides a Prevlaka mantenir el control de la desmilitarització a l'àrea de la península de Prevlaka a Croàcia.
El Consell va prendre nota d'un acord entre els presidents de Croàcia i la República Federal de Iugoslàvia (Sèrbia i Montenegro) pel que fa a la desmilitarització i emfatitzava la contribució que això havia fet en la disminució de la tensió a la regió.
Els observadors vigilarien la desmilitarització de la península de Prevlaka per un període de tres mesos, i el Consell estendria aquest període per un nou termini de tres mesos després de la recepció d'un informe del Secretari General. El 15 de març de 1996 es va demanar al Secretari General Boutros Boutros-Ghali que informés al Consell sobre la situació a la regió i els progressos realitzats per les parts per resoldre les seves diferències i pel que fa a la possible ampliació del mandat dels observadors militars. Finalment, es va instar els observadors i a la IFOR establerts a la Resolució 1031 (1995) a que cooperessin entre ells.